# Potrero Zapote del Valle
Potrero Zapote del Valle är en ort i Mexiko.   Den ligger i kommunen Tlajomulco de Zúñiga och delstaten Jalisco, i den centrala delen av landet, 400 km väster om huvudstaden Mexico City. Potrero Zapote del Valle ligger 1 576 meter över havet och antalet invånare är 244.
Terrängen runt Potrero Zapote del Valle är huvudsakligen platt, men söderut är den kuperad. Runt Potrero Zapote del Valle är det ganska tätbefolkat, med 222 invånare per kvadratkilometer. Närmaste större samhälle är Tlaquepaque, 15,4 km norr om Potrero Zapote del Valle. I omgivningarna runt Potrero Zapote del Valle växer huvudsakligen savannskog.